# Mondescourt
Mondescourt ist eine französische Gemeinde mit 248 Einwohnern (Stand 1. Januar 2022) im Département Oise in der Region Hauts-de-France. Sie gehört zum Arrondissement Compiègne und zum Kanton Noyon.

## Bevölkerungsentwicklung
| Jahr      | 1962 | 1968 | 1975 | 1982 | 1990 | 1999 | 2007 |
| Einwohner | 217  | 215  | 265  | 267  | 245  | 269  | 269  |